# 15559 Ебігейлгайнс
15559 Ебігейлгайнс (15559 Abigailhines) — астероїд головного поясу, відкритий 5 квітня 2000 року.
Тіссеранів параметр щодо Юпітера — 3,401.